# Berger de Beauce
Pour les articles homonymes, voir Beauceron, Berger (homonymie) et Beauce.
 (février 2009).
Si vous disposez d'ouvrages ou d'articles de référence ou si vous connaissez des sites web de qualité traitant du thème abordé ici, merci de compléter l'article en donnant les références utiles à sa vérifiabilité et en les liant à la section « Notes et références ».
Berger de Beauce, beauceron, berger français et bas-rouge sont les dénominations d'une race de chien de berger d'origine française.

## Morphologie

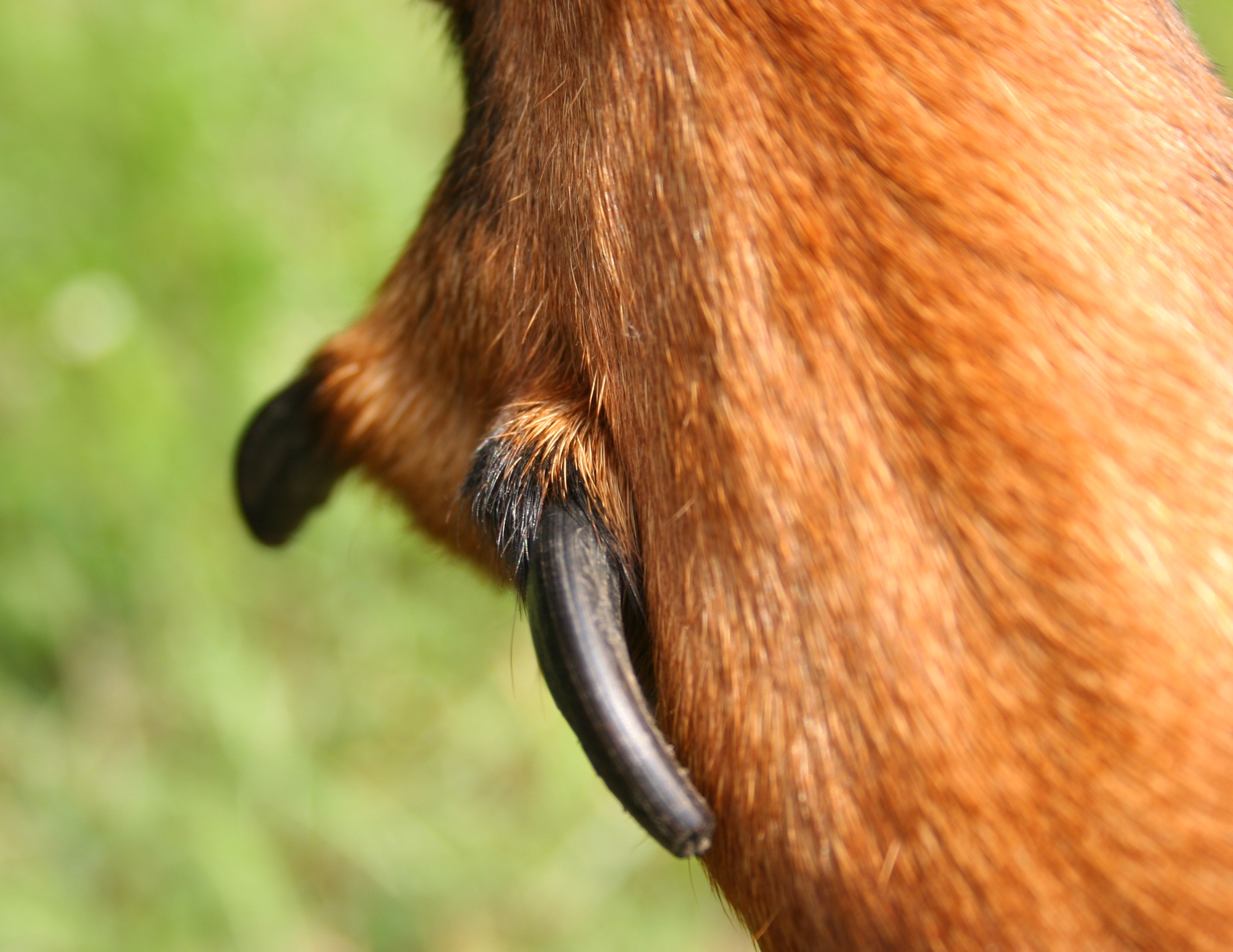
Le double ergot est une particularité du beauceron.

Le berger de Beauce est un chien de grande taille, solide, rustique, puissant, bien charpenté et musclé, sans lourdeur. Sa hauteur standard au garrot va de 65 à 70 cm pour les mâles, et de 61 à 68 cm pour les femelles. À ce sujet, il est intéressant de remarquer qu'au début du XXe siècle, le gabarit de cette race était généralement inférieur à l'actuel. Dans son ouvrage Le Berger de Beauce, A. Siraudin enregistre les gabarits (taille au garrot, poids, tour de poitrine) des spécimens les plus connus de son époque (années 1920) : le poids moyen d'une femelle était alors d'environ 25 kg, celui d'un mâle entre 35 et 40 kg.
La tête du beauceron est bien ciselée, ses traits sont harmonieux. De profil, les lignes du crâne et du chanfrein sont sensiblement parallèles.
Le poil est ras sur la tête, fort, court, ferme et couché sur le corps (de trois à quatre centimètres de long).
La robe est soit de couleur noir et feu (comme le rottweiler ou le dobermann), soit arlequin (bleu bigarré marqué de fauve).
Jusqu'en 2004, les oreilles étaient traditionnellement taillées. Mais cette pratique a été interdite en France par la Convention européenne pour la protection des animaux de compagnie depuis le 18 mai 2004. Naturelles, les oreilles doivent être tombantes ou semi-dressées, mais jamais totalement dressées et fermes (défaut éliminatoire), et non plaquées.
Le beauceron est — avec son cousin, le berger de Brie (ou briard), ainsi que le cane corso et le chien de montagne des Pyrénées — l'un des rares chiens présentant un double ergot aux pattes postérieures.

## Histoire
Comme la plupart des bergers européens continentaux, l'origine du beauceron remonte au canis palustris (ou « chien des tourbières molosse »). Les évolutions et les apports intervenus au cours des siècles indiquent un tronc commun originel relativement disparate, compte tenu de la morphologie polyvalente requise par la fonction de berger et des spécificités de la race.
À l'origine destiné à protéger les troupeaux de moutons des loups, des chiens errants et des voleurs, le chien de berger s'est vu attribuer un rôle de chien de conduite, au Moyen Âge, via l'application du principe de vaine pâture. L'ancêtre du Berger de Beauce a certainement assumé la double fonction de protection et de conduite des troupeaux.
Dans son Cours d'agriculture, l'abbé François Rozier mentionne un mâtin « hardi » et « capable d'attaquer et de terrasser un loup à lui seul », qui pourrait être entré dans le patrimoine génétique du beauceron, parmi d'autres ascendants.
Lors de la première exposition canine française qui eut lieu en 1863, sur les 16 chiens de berger présentés, 13 d'entre eux montrent un type lupoïde et une robe noir et feu. Il s'agit certainement de la première apparition officielle des ancêtres du berger de Beauce.
En 1893, le vétérinaire Pierre Mégnin, à l'origine de l'appellation « berger de Beauce », publie les caractéristiques du chien. Il le différencie de son cousin à poil long, le berger de Brie. La même année, le premier sujet est inscrit au Livre des origines français. Il s’agissait de Bergère de la Chapelle, fille de Sultan et Fidèle, de robe noir et feu, qui mesurait 65 cm. Deux autres chiens furent inscrits avant 1898 : Vénus, femelle de robe noir et feu, et Brissac, mâle de robe gris foncé et feu.

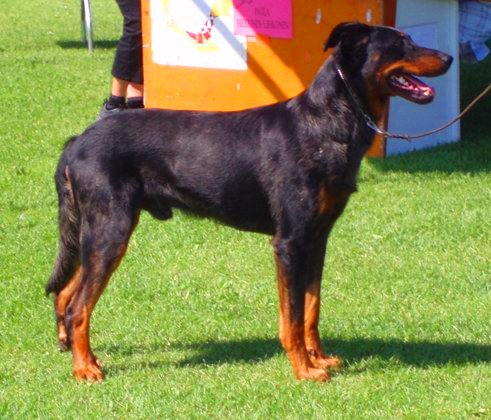
Un beauceron présenté à un concours.

En 1896, une commission expressément créée pour examiner les caractéristiques des deux principaux chiens de berger français : l'un à poil court (le berger de Beauce), l'autre à poil long (le berger de Brie), définit les bases de la sélection. Cette commission, composée d'experts et d'agriculteurs-éleveurs — mais sans bergers ! —, détermine les critères de la race et officialise la dénomination « berger de Beauce », en stipulant bien qu'il ne s'agit nullement de la région d'origine mais d'une convention de langage. De cette commission naît, la même année, le Club français du chien de berger.

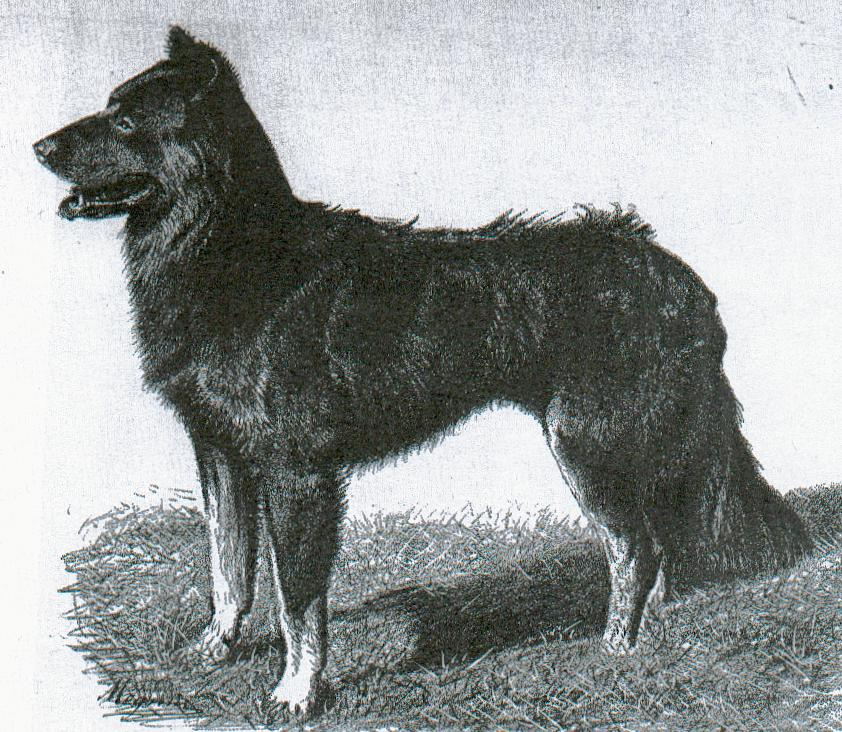
Berger de Beauce en 1897 ("Les races de chiens" du comte Henri de Bylandt).

En 1897, le comte Henry de Bylandt publie en France son livre Les Races de chiens où il décrit le chien de berger de Beauce ainsi : « intelligent et rustique, à l’aspect sauvage et rude, de taille moyenne et bâti pour résister à toutes les températures, supporte la faim et la fatigue et se contente d’une chétive nourriture ; il est aussi sobre que laborieux ». La même année, un premier standard est publié. Relativement vague, il admet une taille de 60 à 70 centimètres, sans distinction de sexe, et il autorise différentes couleurs de robe.
En 1911, à l'initiative de l'éleveur Léon Siraudin, est créé le Club des amis du beauceron, club officiel de la race. Le standard est alors revu pour homogénéiser la taille et supprimer les couleurs devenues rares car les exigences en matière de robe ont évolué dans le sens de l’unification des sujets. Dans ce standard, pas moins de six « couleurs » étaient encore mentionnées (« noir, noir et feu, fauve, fauve charbonné, gris, gris avec taches noires »), reprenant les six considérées comme les plus estimées dans les statuts du Club du chien de berger français (1896). Suivant les mariages effectués, on peut affirmer qu’une dizaine de robes différentes étaient présentes en exposition entre 1897 et 1920, comme le prouvent la consultation du LOF depuis 1893 et les catalogues d’expositions de beauté. (Travaux de Catherine Dauvergne).
La quasi-disparition progressive du pastoralisme dans les plaines françaises (première moitié du XXe siècle) oblige le berger de Beauce à se reconvertir. Comme certains de ses cousins, il réussit brillamment ce pari. Dans les disciplines de défense tout d'abord, mais surtout dans un double rôle qu'il remplit à merveille : chien de garde et chien de compagnie. Cependant, il est encore utilisé pour la conduite de troupeaux d'ovins mais aussi de plus en plus sur les bovins et plus rarement, sur les porcs.
Le beauceron fait partie des quelques races admises dans les disciplines comprenant une épreuve de mordant, principalement le Ring où il rivalise parfois avec les meilleurs.
S'il reste relativement discret en dehors de l'Hexagone, il est en hausse en Europe et aux États-Unis. En France, les naissances sont stables depuis les années 1970 avec 3 000 à 4 000 chiots par an. Heureusement, il n'a pas subi les conséquences des modes passagères et ses maîtres lui restent fidèles ; comme disent les beauceronniers, "beauceron un jour, beauceron toujours !".

## Taille
La taille a fréquemment varié au cours de l’histoire du beauceron surtout concernant les valeurs extrêmes tolérées :
- 1897 : de 60 à 70 cm, c’est-à-dire une marge de dix centimètres que ce soit pour les mâles ou les femelles.

- 1911 : de 60 à 73 cm, grâce à une tolérance de deux à trois centimètres au-dessus de la taille maximum pour les sujets véritablement beaux. Cette tolérance ne peut être due qu’au regret des juges de l’époque d’écarter de la reproduction des chiens trop grands alors que morphologiquement très intéressants. Ce serait donc la conséquence non d'une évolution naturelle mais d’une volonté des éleveurs d’augmenter le gabarit de leurs chiens notamment pour le travail en ring.

- 1923 : de 60 à 70 cm pour les mâles et de 58 à 68 cm pour les femelles. Cité par René Sauvignac qui fut président du CAB de longues années, Siraudin avait déjà en 1927 une opinion très précise de la taille idéale du beauceron : « Le standard qui laisse dix centimètres de marge est, à mon avis, trop libéral. (…) L’éleveur a élevé un autel à la taille : erreur pour un chien de berger qui doit être, au contraire, alerte, pétillant, vif, plein de feu et de sang. C’est dans la petite race, dans le petit format, que l’on trouvera plus facilement le débrouillard, le vif argent nécessaire à la garde du troupeau. (…) À mon avis, le maximum de taille ne devrait pas dépasser 65 cm et c’est beau, puisque les chiens vedettes actuels y arrivent difficilement. ».

- 1955 : de 63 à 70 cm pour les mâles et de 61 à 70 cm  pour les femelles, les minima ont été rehaussés.

- 1965 : de 65 à 70 cm pour les mâles et de 63 à 68 cm pour les femelles. Ce changement est une volonté de fixer une taille idéale : 67 cm pour les mâles et 65 cm pour les femelles, les différences en plus ou en moins n’étant plus que des tolérances de deux centimètres en moins ou trois centimètres en plus.

En 1972, Jacques Immelé s’est interrogé sur les raisons qui avaient poussé le Club des amis du beauceron à modifier les tailles, en limitant l’écart toléré à cinq centimètres, et en les tirant vers le haut. La réponse donnée par le président du club de race de l’époque, Léon Billet, était la volonté de rompre avec la tradition du berger de Beauce gardien de troupeau afin d'en faire un chien de ring avec une morphologie plus adaptée à cette discipline. À l'époque, cette réponse surprit Jacques Immelé puisque le beauceron était déjà un des plus grands et plus puissants chiens présent sur les terrains de ring.
Cette volonté des dirigeants du club de race d'orienter ainsi la sélection était contraire aux impératifs des utilisateurs originels que sont les bergers. Ils ne manquèrent pas de déplorer l’augmentation de taille et de poids nuisant à l'endurance indispensable au travail sur troupeau. Selon eux, le chien de berger devait mesurer moins de 65 cm, un chien plus grand manquant d’ardeur et sa prise sur le mouton étant plus difficile.
- 1979 : de 65 à 70 cm pour les mâles et de 61 à 68 cm pour les femelles, c'est le standard officiel actuel. Cette tolérance sur le minima augmentée de deux centimètres chez la femelle fut nécessaire car trop de belles femelles avec des allures bergères remarquables étaient écartées de la sélection au grand dam des bergers.

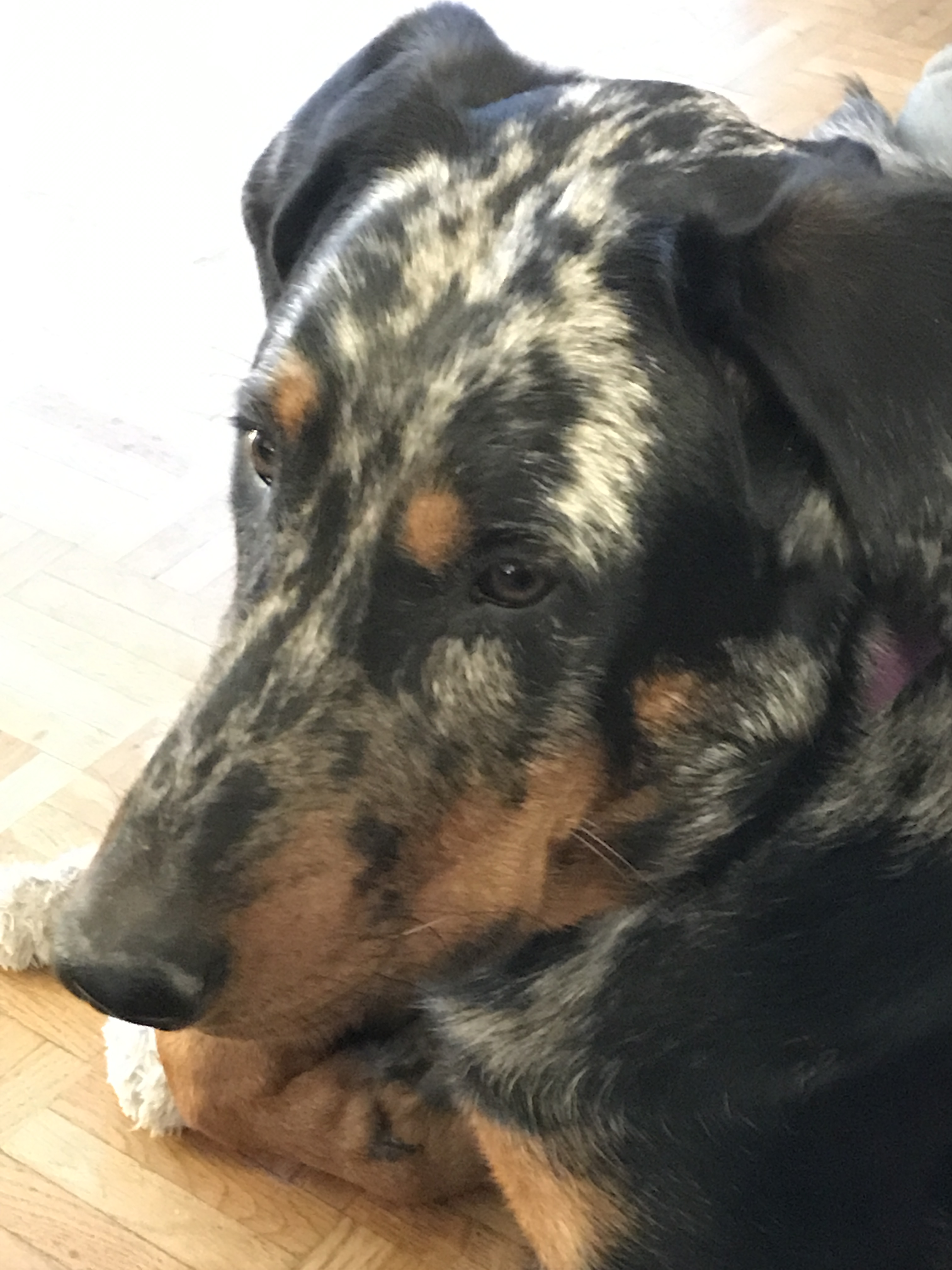
Beauceron arlequin adulte.

## Caractère

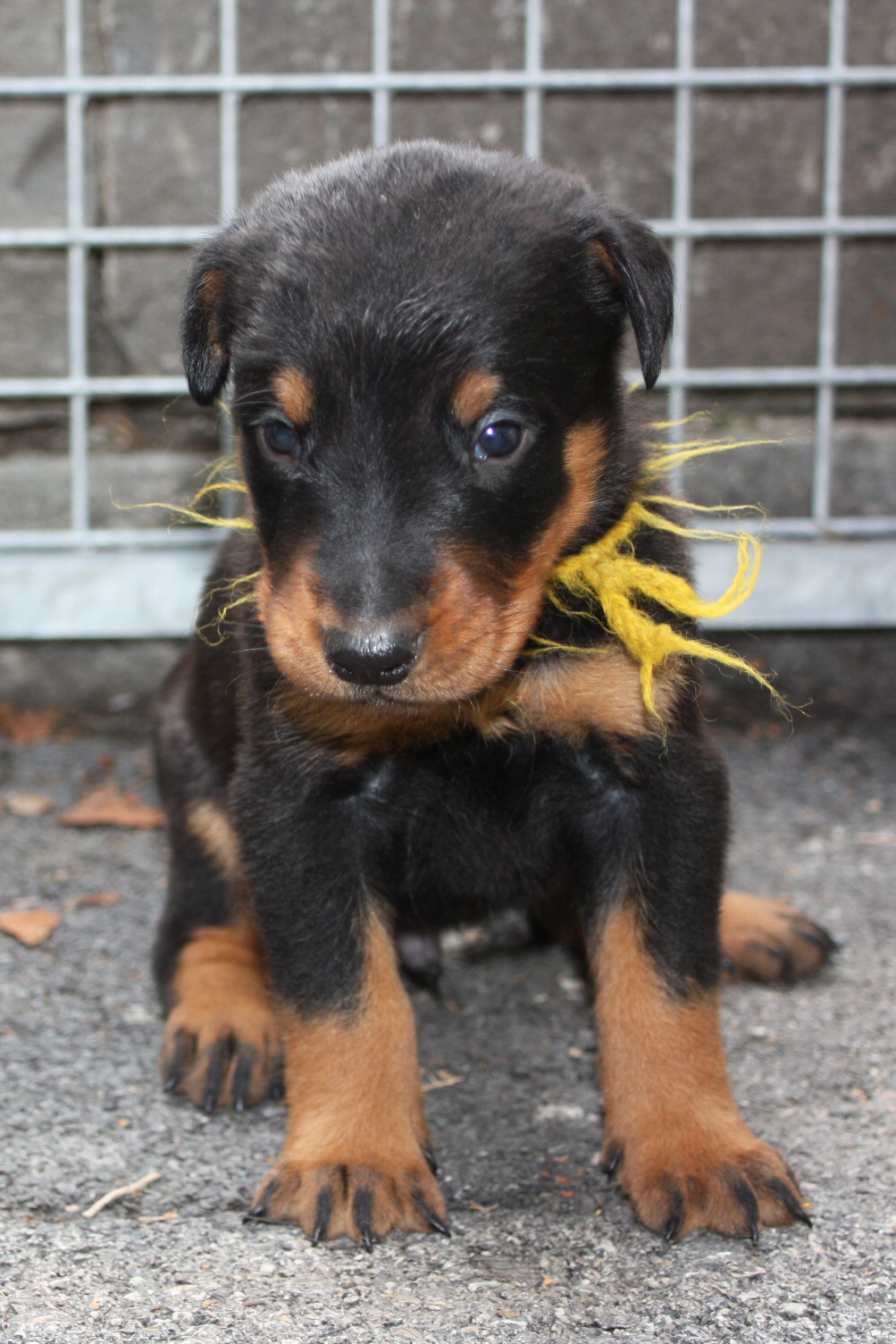
Chiot beauceron de 3 semaines.

Le beauceron est un chien impressionnant, très dissuasif. Cependant, sa nature véritablement affectueuse envers ses maîtres, et plus encore avec les enfants, en font un chien de famille extraordinaire. Endurant, il doit pouvoir se dépenser régulièrement et il exige une éducation parfaitement maîtrisée car il a souvent beaucoup de tempérament. Il est réputé pour être un chien décisionnaire mais entre de bonnes mains respectueuses et non violentes — l'emploi de la force étant exclu de par sa puissance physique —, il devient adulte un chien volontaire et sociable. Outre la vie en famille où il excelle d'amour et de patience, c'est un chien polyvalent et sportif qui s’adapte à de nombreuses activités : dressage, gardiennage, troupeau, sauvetage, pistage, agility, traîneaux, etc.

## Apparitions à la télévision et au cinéma

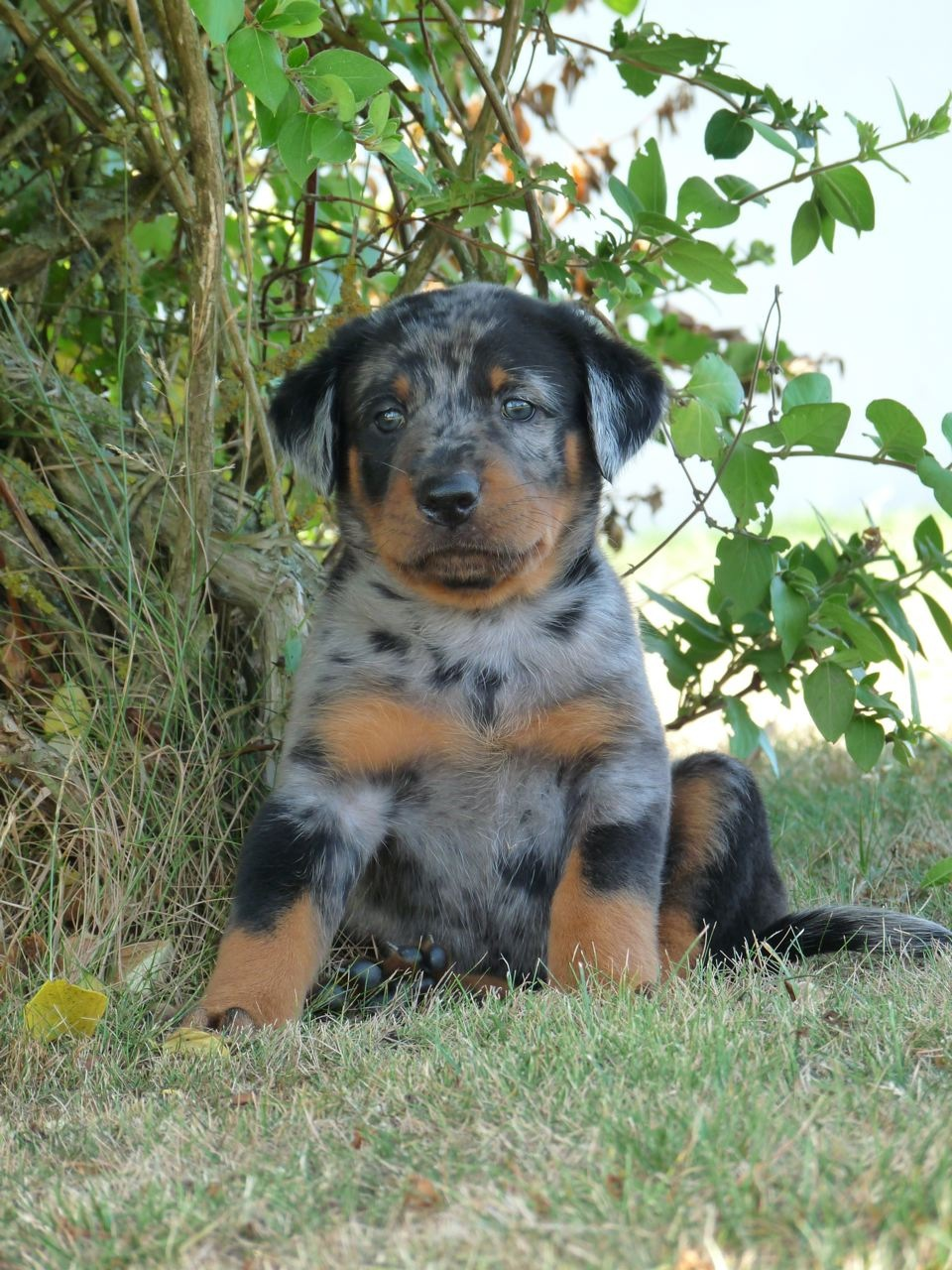
Un chiot beauceron arlequin.

Le beauceron apparaît dans les longs-métrages suivants :
- Angélique, Marquise des anges (Bernard Borderie,1964). Jean Rochefort joue l'avocat François Desgrez et conduit Sorbonne, un sujet beauceron mâle.
- Moonraker (Lewis Gilbert, 1979, avec Roger Moore). L'ennemi de James Bond (Drax, joué par Michael Lonsdale) possède deux beaucerons qui protègent leur maître et qui impressionnent James Bond lorsque ce dernier les approche.
- L'Ours (Jean-Jacques Annaud, 1988). Les chasseurs d'ours possèdent une meute de beaucerons qu'ils utilisent pour attaquer les ours. Les chiens ne viendront jamais à bout de Bart, l'ours adulte.
- Tatie Danielle (Étienne Chatiliez, 1990, avec Tsilla Chelton). Tatie Danielle possède un beauceron appelé Garde-à-vous. Elle lui parle régulièrement, généralement pour médire de sa voisine ou de sa domestique.
- Mon père, ce héros (Gérard Lauzier, 1991, avec Gérard Depardieu et Marie Gillain). Les parents du petit ami de l'héroïne possèdent un beauceron. Son rôle dans le film se limite à une fonction de garde et de protection de la propriété lorsque le père de l'héroïne prend sa fille en filature.
- Le Pacte des loups (Christophe Gans, 2001, avec Samuel Le Bihan). Un beauceron monte la garde devant une ferme avant l'attaque de la bête du Gévaudan.
- Gaspard le bandit (Benoît Jacquot, téléfilm diffusé en 2005 sur France 2, avec Jean-Pierre Jorris, Natacha Régnier, Jean-Hugues Anglade).
- Inquisitio (Nicolas Cuche et Lionel Pasquier, série télévisée diffusée en 2012 sur France 2). Les beaucerons ayant participé au tournage sont Ugho-Hoey et Toscane de l'élevage de Sainte Pétronille[réf. souhaitée].